# Szarpańce
Szarpańce (ukr. Шарпанці) – wieś na Ukrainie, w rejonie czerwonogrodzkim obwodu lwowskiego. Wieś liczy około 410 mieszkańców.
W II Rzeczypospolitej do 1934 samodzielna gmina jednostkowa. Następnie należała do zbiorowej wiejskiej gminy Tartaków Miasto w powiecie sokalskim w woj. lwowskim. W związku z poprowadzeniem nowej granicy państwowej na Bugu, wieś wraz z całym obszarem gminy Tartaków Miasto zostało włączone do Ukraińskiej SRR. 
We wsi urodzili się: Hipolit Parasiewicz (1850, nauczyciel), Marceli Chlamtacz (1865, prawnik, profesor Uniwersytetu Lwowskiego).